# 하찰루 훈데사
하찰루 훈데사(암하라어: ሀጫሉ ሁንዴሳ, 오로모어: Hacaaluu Hundeessaa, 1985년 ~ 2020년 6월 29일)은 에티오피아의 싱어송라이터이자 운동가이다. 에티오피아 암보에서 태어나 오로모인들의 민중가요를 작곡했다. 오로모인 인권 운동에도 동참하여 2003년 시위로 징역형을 받아 2008년 석방되었다. 이후에도 시위 활동을 이어가다 2020년 6월 29일 시위 도중 총격으로 사망하였다. 그의 죽음은 오로미아주의 대규모 시위를 촉발하였다.